# Ina Claire
Ina Claire, ursprungligen Ina Fagan, född 15 oktober 1893 i Washington, D.C., död 21 februari 1985 i San Francisco i Kalifornien, var en amerikansk skådespelerska.
Ina Claire framträdde som komedienn i revyer som sjuttonåring och gjorde filmdebut 1915. Hon medverkade på scen i Ziegfeld Follies både 1915 och 1916 och medverkade åren 1919–1921 i "The Gold Diggers". Under 1920-talet var hon stor stjärna på Broadway. 1929 återvände hon till filmen och hade huvudrollen i den första filmversionen av Min fru har en fästman. Hon medverkade i ytterligare några filmer, men sina stora framgångar hade hon på scenen. Hon drog sig tillbaka 1954.
Ina Claire var gift tre gånger; hennes andra äktenskap (1929–1931) var med filmidolen John Gilbert.

## Filmografi i urval
- 1915 – Wild Goose Chase
- 1920 – Polly With a Past
- 1929 – Min fru har en fästman
- 1930 – Kungliga familjen
- 1939 – Ninotchka
- 1943 – Claudia
- 1943 – Den stora stjärnparaden